# Crete
Crete (tiếng Hy Lạp: Κρήτη, hiện đại: Kríti, cổ đại: Krḗtē; tiếng Latinh: Creta) là đảo lớn nhất và đông dân nhất của Hy Lạp, và là đảo lớn thứ năm tại Địa Trung Hải, đồng thời cũng là một trong 13 vùng của Hy Lạp. Hòn đảo có ý nghĩa lớn trong kinh tế và di sản văn hóa của Hy Lạp song vẫn duy trì các đặc điểm văn hóa địa phương (như phương ngữ Crete, thi ca và âm nhạc). Crete là trung tâm của văn minh Minoan (c. 2700–1420 TCN), nền văn minh có trình độ phát triển cao đầu tiên tại châu Âu, và là nền văn minh đã tạo nên các cung điện đầu tiên của châu Âu.

## Tên gọi
Hòn đảo lần đầu tiên được đề cập đến với tên gọi Kaptara trong các văn bản từ thành phố Mari của Syria có niên đại từ thế kỷ 18 TCN, được lặp lại sau đó trong các ghi chép của Tân Assyria và Kinh thánh (Caphtor). Đảo được biết đến tại Ai Cập cổ đại là Keftiu, cả hai đều tương tự như tên Minoan của đảo.
Tên tiếng Hy Lạp Mycenaea của Crete không được biết; nó không được nêu trong các văn bản văn tự tuyến hình B còn lại cho đến nay. Tên gọi Crete (Κρήτη) làn đầu tiên được đề cập tới là trong sử thi Odyssey của Homer. Từ nguyên của nó không rõ. Một suy đoán cho rằng nó có nguồn gốc từ tiếng Luwian *kursatta (kursawar "đảo", kursattar "cắt, miếng"). Trong tiếng Latinh, tên của đảo trở thành Creta.
Tên gốc tiếng Ả Rập của Crete là Iqrīṭiš (tiếng Ả Rập: اقريطش < (της) Κρήτης), nhưng sau khi Tiểu vương quốc Crete được thành lập với kinh đô mới đặt tại ربض الخندق Rabḍ al-ḫandaq (nay là Iraklion), cả thành phố và đảo đều được gọi là Χάνδαξ (Khandhax) hay Χάνδακας (Khandhakas). Dưới thời đế chế Ottoman, trong tiếng Thổ Ottoman, Crete được gọi là Girit (كريت).

## Địa lý

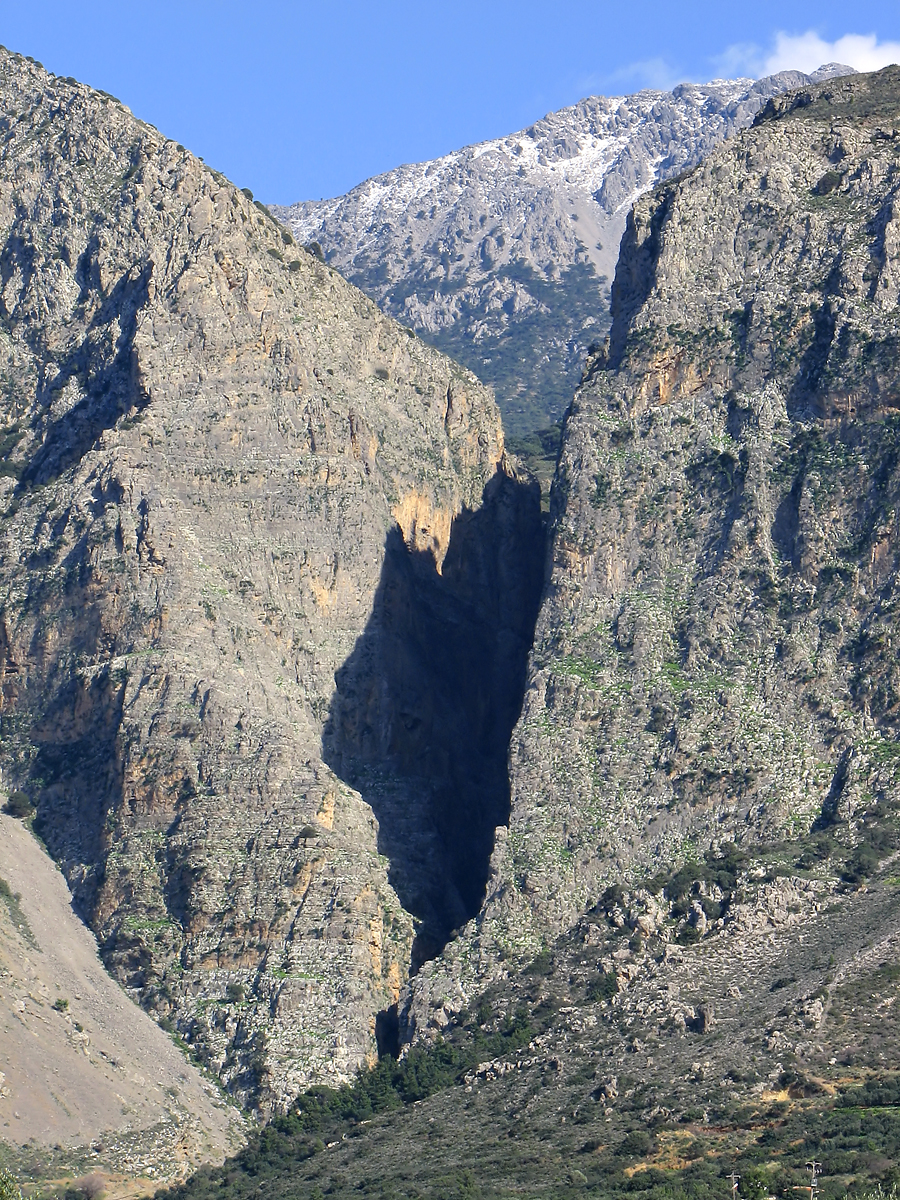
Quang cảnh Hẻm núi Ha

Crete là đảo lớn nhất tại Hy Lạp và là đảo lớn thứ hai ở phía đông của Địa Trung Hải (sau Síp). Đảo nằm ở phía nam của biển Aegea tách biển Aegea với biển Libya.
Hòn đảo có hình thon dài: kéo dài 260 km (160 mi) từ đông sang tây, điểm rộng nhất là 60 km (37 mi), và điểm hẹp nhất là 12 km (7,5 mi) (gần Ierapetra). Crete có diện tích 8.336 km2 (3.219 dặm vuông Anh), với đường bờ biển dài 1.046 km (650 mi); ở phía bắc, nó giáp với biển Crete (tiếng Hy Lạp: Κρητικό Πέλαγος); và ở phía nam là biển Libya (tiếng Hy Lạp: Λιβυκό Πέλαγος); ở phía tây là biển Myrtoan, và ở phía đông là biển Karpathion. Đảo nằm cách xấp xỉ 160 km (99 mi) về phía nam của Hy Lạp đại lục.
Crete có địa hình đồi núi, và có một dãy núi chạy từ đông sang tây, gồm ba nhóm núi khác nhau:
- Dãy Trắng hay Lefka Ori 2.452 m (8.045 ft)
- Dãy Idi (Psiloritis 35°11′B 24°49′Đ / 35,18°B 24,82°Đ 2.456 m (8.058 ft)
- Dãy Dikti 2.148 m (7.047 ft)

### Khí hậu
Crete trải dài trên hai vùng khí hậu, chủ yếu là Địa Trung Hải và một phần là Bắc Phi. Do vậy, khí hậu Crete chủ yếu là ôn đới. Bầu không khí khá ẩm ướt, tùy thuộc vào vị trí gần hay xa biển, trong khi mùa đông khá êm dịu. Tuyết thường rơi trên các ngọn núi từ giữa tháng 11 và tháng 5, song hiếm khi thấy ở các vùng thấp. Trong khi các đỉnh núi cao bị tuyết bao phủ cả năm thì vùng gần biển tuyết chỉ có thể ở lại trên mặt đất một vài phút hoặc vài giờ. Tuy nhiên, một đợt lạnh vào tháng 2 năm 2004 đã khiến toàn bộ hòn đảo bị tuyết bao phủ. Vào mùa hè tại Crete, nhiệt độ dao động từ 20 °C đến dưới 30 °C, và tối đa có thể lên tới trên 30 °C hay thậm chí 40 °C.
Bờ biển phía nam, bao gồm đồng bằng Mesara và dãy núi Asterousia, nằm trong vùng khí hậu Bắc Phi, và do đó chịu ảnh hưởng đáng kể với các ngày nắng và nhiệt độ cao trong suốt năm. Tại đây, cọ chà là đâm hoa kết quả, và nhạn sinh sống quanh năm chứ không di cư sang châu Phi. Khu vực màu mỡ quanh Ierapetra, ở góc đông nam của đảo, có thể sản xuất nông nghiệp quanh năm, với tất cả các loại rau mùa hè và hoa quả được trồng trong nhà kính suốt mùa đông.

## Hành chính
Crete là đảo đông dân nhất của Hy Lạp với trên 600.000 người. Xấp xỉ 42% cư dân sống tại các thành phố và thị trấn chính của đảo trong khi 45% sống tại các khu vực nông thôn.
Crete cùng với các đảo nhỏ lân cận tạo nên vùng Crete (tiếng Hy Lạp: Περιφέρεια Κρήτης), một trong 13 vùng của Hy Lạp được thành lập theo đợt cải cách đơn vị hành chính vào năm 1987. Theo kế hoạch Kallikratis năm 2010, quyền hạn của vùng được xác định lại và mở rộng. Thủ phủ của vùng đặt tại Heraklion và vùng được chia thành bốn đơn vị thuộc vùng (trước kế hoạch-Kallikratis là các quận). Từ tây sang đông là: Chania, Rethymno, Heraklion và Lasithi. Chúng được chia tiếp thành 24 khu tự quản.

### Thành phố

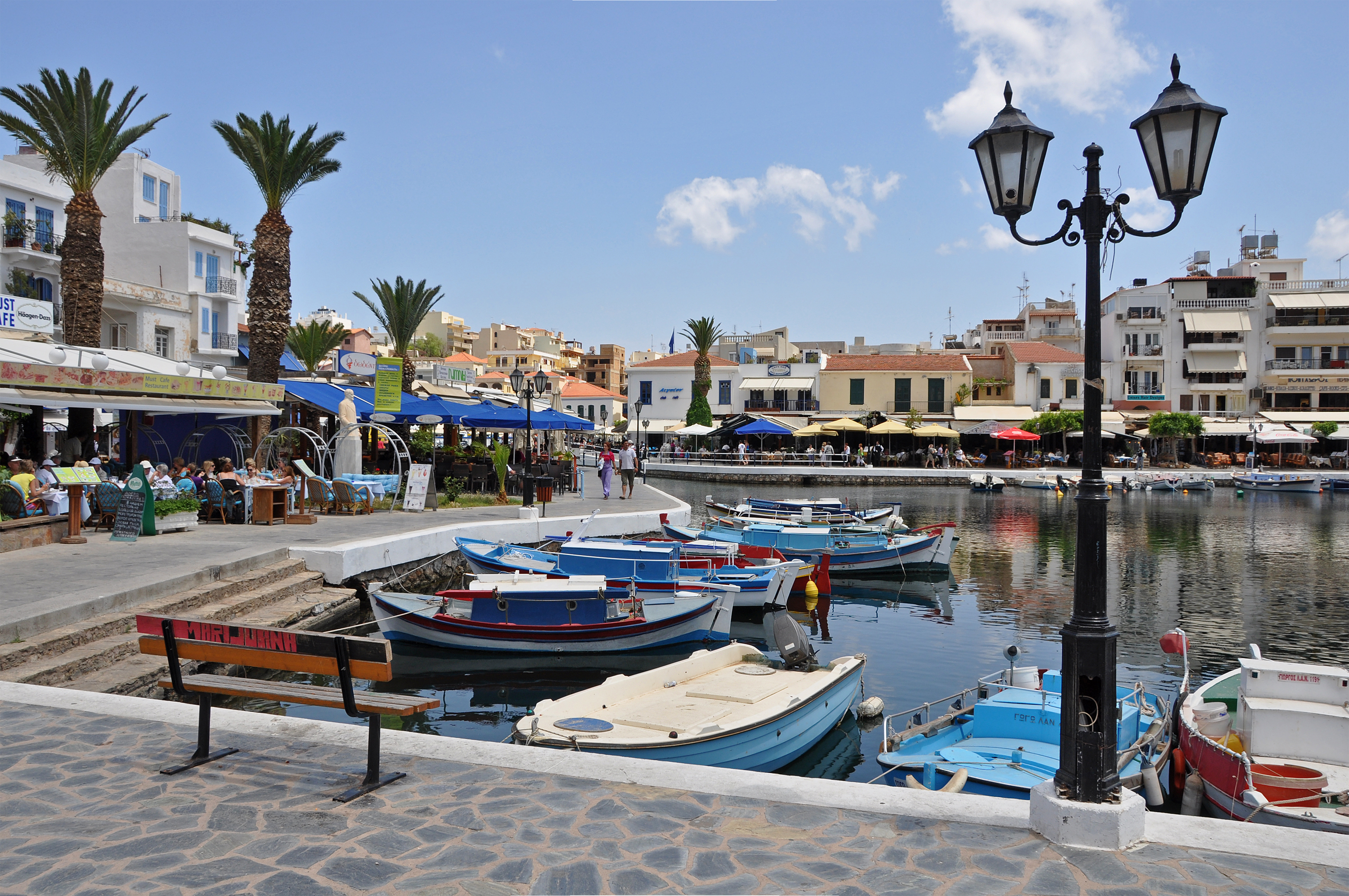
Quảng cảnh cảng Agios Nikolaos

- Heraklion (Iraklion hay Candia) (130.914 cư dân)[8]
- Chania (Haniá) (53.373 cư dân)[8]
- Rethymno (27.868 cư dân)[8]
- Ierapetra (23.707 cư dân)
- Agios Nikolaos (19.462 cư dân)
- Sitia (14.338 cư dân)

## Văn hóa

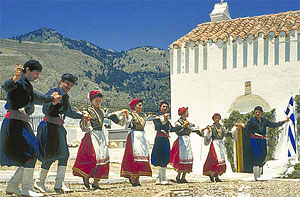
Các vũ công đến từ Sfakia

Người dân trên đảo nói phương ngữ Crete của tiếng Hy Lạp với nhiều từ vựng đặc trưng của đảo. Crete có thể loại thi ca Mantinada riêng biệt. Đảo được biết đến với nền âm nhạc dựa trên các tác phẩm thi ca Mantinada và nhiều điệu nhảy múa bản địa, đáng chú ý nhất trong đó là Pentozali.
Các tác gia người Crete đã có đóng góp quan trọng cho văn học Hy Lạp trong suốt thời kỳ hiện đại; các tên tuổi chính gồm Vikentios Kornaros, tác giả của sử thi lãng mạn Erotokritos (tiếng Hy Lạp: Ερωτόκριτος) vào thế kỷ 17, và đến thế kỷ 20 có tác gia Nikos Kazantzakis. Vào thời Phục hưng, Crete có các trường Crete về hội họa tượng thánh, ảnh hưởng đến El Greco và thông qua ông là với nền hội họa châu Âu.
Xã hội Crete có các gia đình khét tiếng và các mối thù truyền kiếp giữa các gia tộc vẫn còn lại trên đảo cho đến nay. Người Crete cũng có truyền thống giữ súng ở nhà, một truyền thống có từ thời kỳ kháng chiến chống lại đế chế Ottoman. Gần như mọi hộ gia đình tại vùng nông thôn của Crete đều sở hữu một khẩu súng không đăng ký. Việc sở hữu súng được chính phủ Hy Lạp quy định nghiêm ngặt, song các cơ quản có thẩm quyền nhắm mắt làm ngơ, chấp nhận cho họ sở hữu súng theo truyền thống.

## Kinh tế
Nền kinh tế của Crete chủ yếu dựa vào nông nghiệp và là một trong số ít các hòn đảo của Hy Lạp có nền kinh tế độc lập mà không cần phải dựa vào du lịch. Nền kinh tế đã bắt đầu thay đổi rõ rệt vào thập niên 1970 khi du lịch đạt được tầm quan trọng nhất định. Trong khi trồng trọt và chăn nuôi vẫn có tầm quan trọng, song do khí hậu và thổ nhưỡng trên đảo, đã có sự sụt giảm trong sản xuất và cùng với đó là sự mở rộng đáng kể của các ngành dịch vụ. Tất cả ba lĩnh vực trong nền kinh tế Crete (nông nghiệp, chế biến-đóng gói, dịch vụ), đều kết nối trực tiếp và phụ thuộc lẫn nhau. Thu nhập bình quân của đảo cao hơn nhiều so với mức trung bình của Hy Lạp, trong khi tỉ lệ thất nghiệp cũng thấp hơn.
Cũng như nhiều khu vực của Hy Lạp, nghề trồng nho và ô liu khá quan trọng; cam và thanh yên cũng được trồng. Cho đến gần đây, có những hạn chế về việc nhập khẩu chuối đến Hy Lạp, do đó chuối cũng được trồng trên đảo, chủ yếu là trong nhà kính. Các sản phẩm từ sữa có vai trò quan trọng trong kinh tế địa phương và có một số loại pho mát đặc sản như mizithra, anthotyros, và kefalotyri.

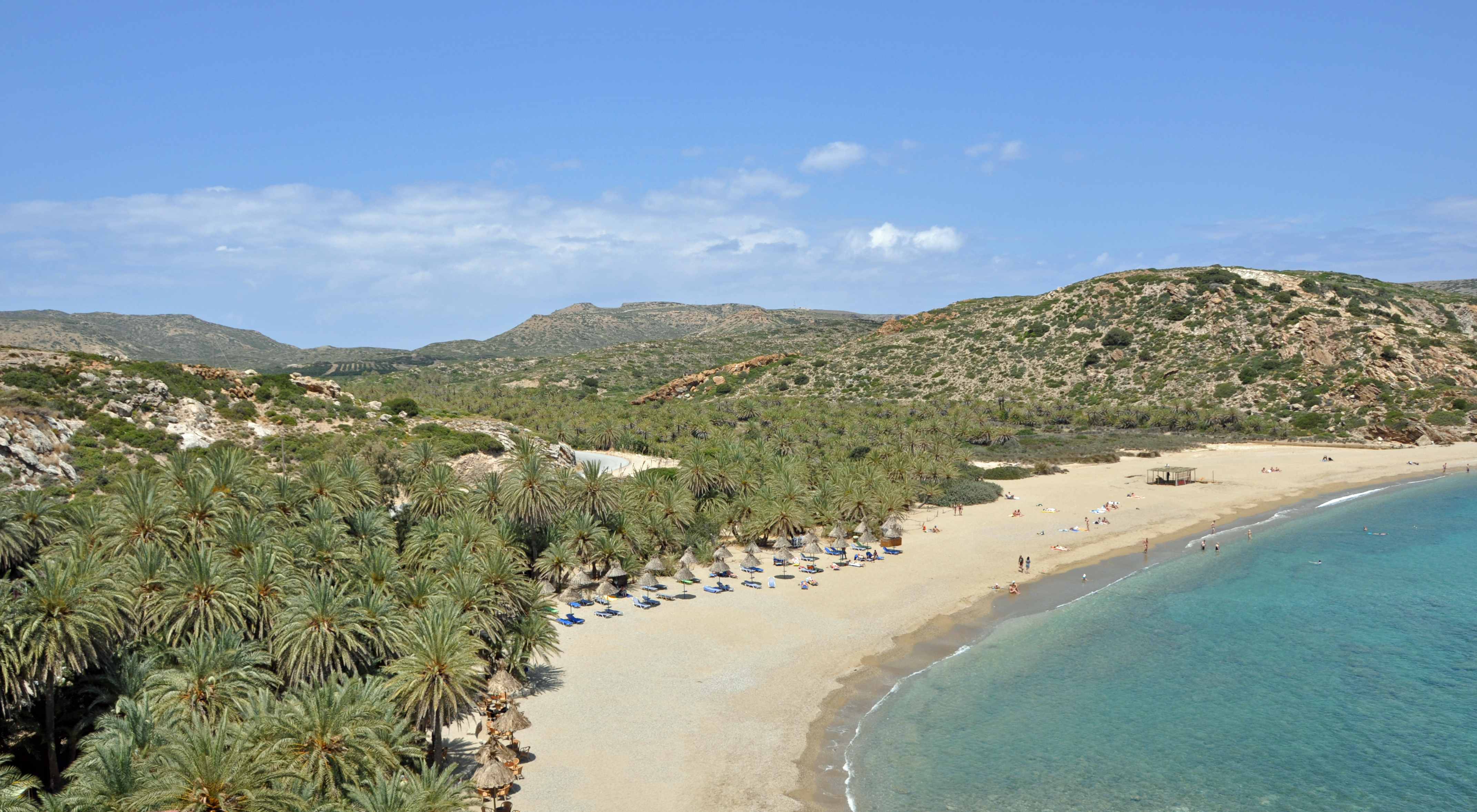
Bãi biển cọ tại Vai, Crete

Hòn đảo có ba sân bay chính, Nikos Kazantzakis tại Heraklion, Daskalogiannis tại Chania và một sân bay nhỏ hơn tại Sitia. Hai sân bay đầu có các đường bay quốc tế, và là cửa ngõ khi các du khách đến với hòn đảo.
Hòn đảo có các tuyến phà chủ yếu là kết nối với Athens do một số công ty điều hành như Minoan Lines và ANEK Lines.

## Lịch sử

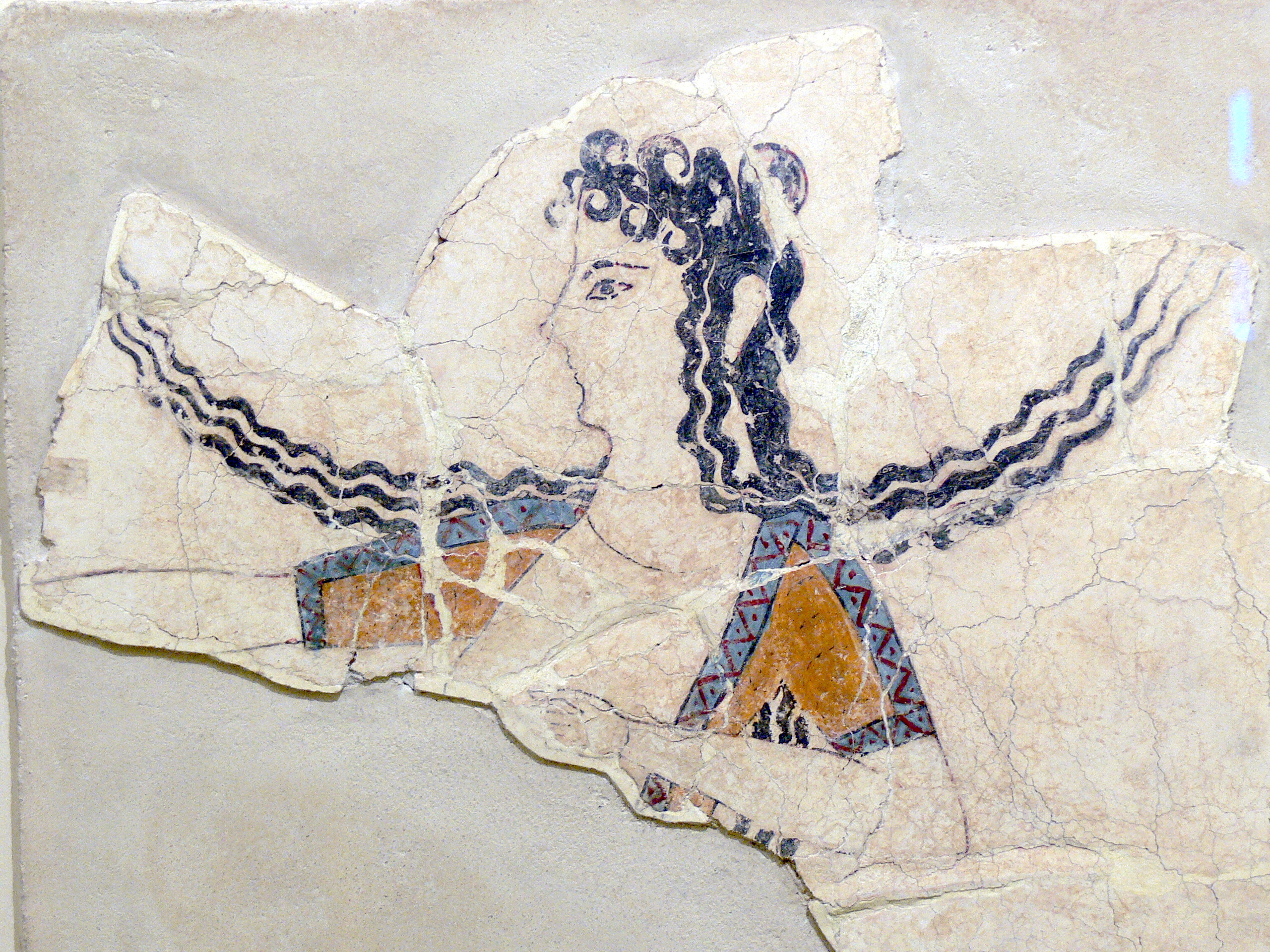
Mảnh vỡ bức bích họa của một nữ vũ công (Knossos, 1600–1450 BC)

Họ Người đã sống tại Crete ít nhất là từ 130.000 năm trước. Vào hậu kỳ đồ đá mới và thời kỳ đồ đồng, dưới nền văn minh Minoan, Crete đã có một trình độ phát triển cao, một nền văn minh có học thức. Đảo được cai trị bởi các thực thể Hy Lạp cổ đại, đế quốc Đông La Mã, đế quốc Đông La Mã, Tiểu vương quốc Crete, Cộng hòa Venezia và đế chế Ottoman. Sau một thời gian ngắn tự chủ (1897–1913) dưới sự quản lý của chính phủ lâm thời Crete, đảo gia nhập vương quốc Hy Lạp. Đảo bị Đức Quốc xã xâm lược trong Chiến tranh Thế giới thứ 2.

### Thời tiền sử
Cá thể người đầu tiên đến định cư tại Crete là từ 130.000 năm trước, vào thời đại đồ đá cũ. Các điểm định cư vào giai đoạn tiền đồ gốm của thời kỳ đồ đá mới vào thiên niên kỷ thứ 7 TCN, sử dụng gia súc, cừu, dê, lợn và chó cũng như các loại ngũ cốc và cây đậu đã được thuần hóa; Knossos cổ là một trong những địa điểm chính vào thời kỳ đồ đá mới (và sau này là Minoan). Các điểm định cư vào thời đồ đá mới khác bao gồm Kephala, Magasa, và Trapeza.

### Văn minh Minoan
Crete là trung tâm của nền văn minh tiến bộ đầu tiên của châu Âu, Minoan (c. 2700–1420 BC). Nền văn minh này được viết trong các văn bản mà đến nay vẫn không giải mã được, chúng được gọi là văn tự tuyến hình A. Lịch sử Crete đầy rẫy những huyền thoại như Vua Minos, Theseus, và Minotaur, được truyền khẩu qua những thi sĩ như Homer. Sự kiện phun trào núi lửa Minoa trên đảo Thera đã tàn phá nền văn minh Minoa.

### Văn minh Mycenea
Bắt đầu từ năm 1420 TCN, nền văn minh Minoan bị nền văn minh Mycenae từ Hy Lạp đại lục tàn phá. Các mẫu văn bản cổ nhất được viết bằng tiếng Hy Lạp, được Michael Ventris nhận dạng, là các tài liệu bằng văn tự tuyến hình B từ Knossos, có niên đại xấp xỉ 1425–1375 TCN.

### La Mã cai trị
Crete đã tham gia vào các cuộc chiến tranh Mithridatic, ban đầu đã đẩy lùi được cuộc tấn công của tướng La Mã Marcus Antonius Creticus vào năm 71 TCN. Tuy thế, một chiến dịch ác liệt trong ba năm đã sớm xảy ra sau đó dưới sự chỉ huy của Quintus Caecilius Metellus Creticus, trang bị với ba quân đoàn và Crete cuối cùng bị La Mã chinh phục vào năm 69 TCN, Metellus được ban tước hiệu "Creticus". Gortyn trở thành thủ phủ của hòn đảo, và Crete trở thành một tỉnh của La Mã, cùng với Cyrenaica được gọi là Creta et Cyrenaica.

### Đông La Mã – thời kỳ thứ nhất
Crete được tách khỏi Cyrenaica khoảng năm 297. Đảo vẫn là một phần của đế quốc La Mã, và đế quốc Đông La Mã sau năm 600 SCN. Crete đã phải hứng chịu một cuộc tấn công từ người Vandal vào năm 467, các trận động đất lớn vào các năm 365 và 415, một cuộc tấn công của người Slav năm 623, các cuộc tấn công của người Ả Rập vào năm 654 và thập niên 670, và tiếp diễn vào thế kỷ thứ 8. Khoảng năm 732, Hoàng đế Leo III đã chuyển hòn đảo từ phạm vi quyền lực của Giáo hoàng sang Tổng chủ giáo thính Constantinopolis.

### Tiểu vương quốc Crete
Vào thập niên 820, khi Crete là một phần của Đế quốc Đông La Mã, đảo đã bị người Ả Rập do Abu Hafs cầm đầu xâm chiếm và họ đã lập nên Tiểu vương quốc Crete. Đông La Mã đã phát động một chiến dịch để tái chiếm hòn đảo vào các năm 842 và 843 dưới quyền Theoktistos và đạt được một số thành công. Các chiến dịch của Đông La Mã tiếp tục vào các năm 911 và 949 song đã thất bại. Năm 960/1, chiến dịch của Nikephoros Phokas đã thu hồi thành công Crete về tay Đông La Mã.

### Đông La Mã - thời kỳ thứ hai
Năm 961, Nikephoros Phokas đã đưa hòn đảo trở về với quyền cai quản của Đông La Mã sau khi trục xuất những người Ả Rập. Năm 1204, cuộc Thập tự chinh lần thứ 4 đã khiến kinh đô Constantinopolis bị chiếm và cướp phá. Crete bước đầu nằm dưới quyền lãnh đạo của Boniface của Montferrat trong việc phân vùng các chiến lợi phẩm sau đó. Tuy nhiên, Boniface đã bán chủ quyền của mình cho Cộng hòa Venezia, thế lực chiếm đa số trong cuộc Thập tự chinh. Đối thủ của Venezia, Cộng hòa Genova đã ngay lập tức chiếm giữa hòn đảo và cho đến tận năm 1212, đảo mới trở thành một thuộc địa của Venezia.

### Venezia cai trị

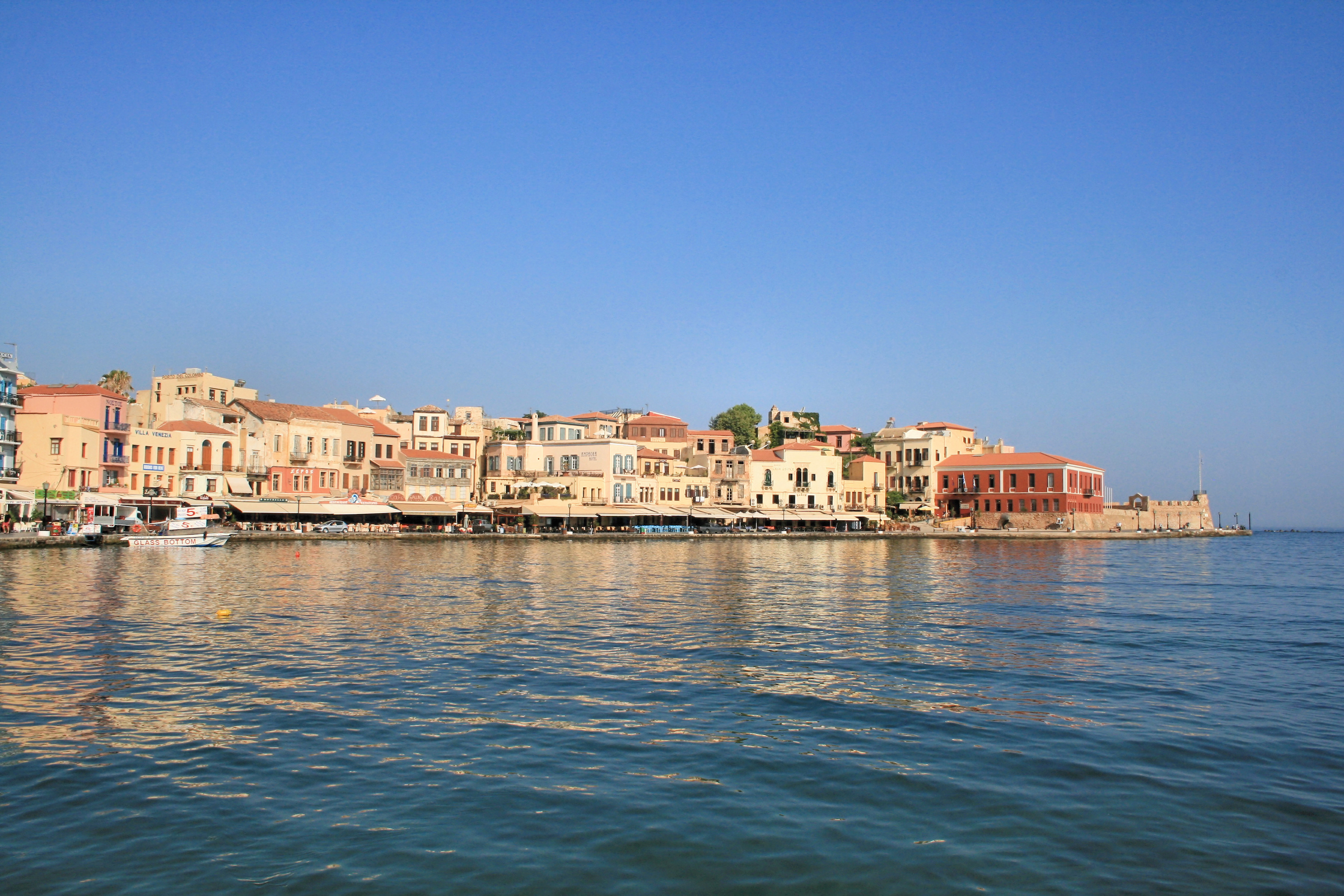
Cảng Chania từ thời Venezia

Từ năm 1212, trong suốt bốn thế kỷ dưới sự cai trị của Venezia, thời kỳ Phục hưng đã quét qua hòn đảo, minh chứng rõ ràng nhất là các tác phẩm nghệ thuật có niên đại trong khoảng thời gian này. Được biết đến với cái tên trường phái Crete hay Nghệ thuật hậu Byzantine, nó là một trong những sự thăng hoa cuối cùng cùng của nghệ thuật truyền thống. Các đại diện đáng chú ý nhất của thời kỳ Phục hưng Crete là họa sĩ El Greco và nhà văn Nicholas Kalliakis (1645–1707), Georgios Kalafatis (1652–1720), Andreas Musalus (1665–1721) và Vitsentzos Kornaros.
Dưới sự cai trị của Venezia, một thế lực Công giáo, Candia được coi là thành phố vững chắc nhất tại phía đông của Địa Trung Hải. Ba pháo đài chính được đặt tại Gramvousa, Spinalonga, và Fortezza. Các công sự khác bao gồm pháo đài Kazarma. Năm 1492, những người Do Thái bị trục xuất từ Tây Ban Nha đã đến định cư trên đảo. Năm 1574–77, Crete nằm dưới quyền quản lý của Giacomo Foscarini. Theo Starr (1942), thời kỳ quản lý của Giacomo Foscarini là những năm đen tối đối với người Do Thái và Hy Lạp. Khi đó, những người không theo Công giáo phải nộp thuế cao và không có chiết khấu. Năm 1627, có 800 người Do Thái tại Candia, tức 7% dân số của thành phố.

### Ottoman cai trị
Người Ottomans đã chinh phục Crete vào năm 1669, sau cuộc bao vây Candia. Nhiều người Hy Lạp tại Crete đã đào thoát đến các khu vực khác của Cộng hòa Venezia sau các cộc chiến tranh Ottoman–Venezia, một số thậm chí còn trở nên thịnh vượng như gia đình Simone Stratigo (1733 – 1824), họ đã nhập cư đến Dalamatia từ Crete vào năm 1669.. Hầu hết người Hồi giáo Crete là những người Hy Lạp bản địa cải đạo, họ nói tiếng Hy Lạp Crete, song trong bối cảnh chính trị vào thế kỷ 19 tại đảo, họ được người Thổ nhìn nhận là người Thiên Chúa giáo. Các ước tính đương thời có sự khác biệt, song vào đêm trước của Chiến tranh giành độc lập Hy Lạp, có thể 45% dân cư của đảo là người Hồi giáo. Số người theo phái Sufi phân bổ rộng khắp hòn đảo, Bektashi là phổ biến nhất, có ít nhất năm tekkes. Nhiều người trong số họ nguyên là Ki-tô hữu và đã cải đạo trở lại trong những năm tiếp sau, trong khi nhiều người khác rời khỏi Crete vì tình trạng bất ổn, định cư tại Thổ Nhĩ Kỳ, Rhodes, Syria và các nơi khác. Đến năm 1900, 11% dân cư của đảo là người Hồi giáo. Số còn lại này được tái định cư theo thỏa thuận Trao đổi dân cư giữa Hy Lạp và Thổ nhĩ Kỳ vào năm 1924.

### Nhà nước Crete
Crete được một lực lượng quốc tế đồn trú, với một Cao ủy (Armostis) do chính phủ Hy Lạp lựa chọn là Alexandros Zaimis. Hòn đảo bị phân chia thành bốn phần cho bốn thế lực chính vào thời gian đó là Ý, Nga, Anh và Pháp, các khu vực chiếm đóng tương ứng là Chania, Rethymnon, Heraklion và Lasithi. Crete thống nhất với Hy Lạp vào ngày 1 tháng 12 năm 1913.

### Thế chiến II
Trong Thế chiến II, đảo là nơi đã diễn ra trận Crete nổi tiếng vào tháng 5 năm 1941. Các lính nhảy dù người Đức đã có 7.000 thương vong, gặp phải sự kháng cự quyết liệt từ Khối Thịnh vượng chung Anh và người dân địa phương, do tướng Bernard Freyberg chỉ huy. Kết quả là, Adolf Hitler đã ngăn cấm các hoạt động bằng đường không có quy mô lớn hơn. Trong thời gian chiếm đóng, quân Đức thường hành quyết các thường dân là nam giới khi họ ngẫu nhiên tụ tập tại các ngôi làng nhằm trả thù cho các binh lính Đức, như tại Kondomari.